# Wilhelm Schmidt (Politiker, 1944)

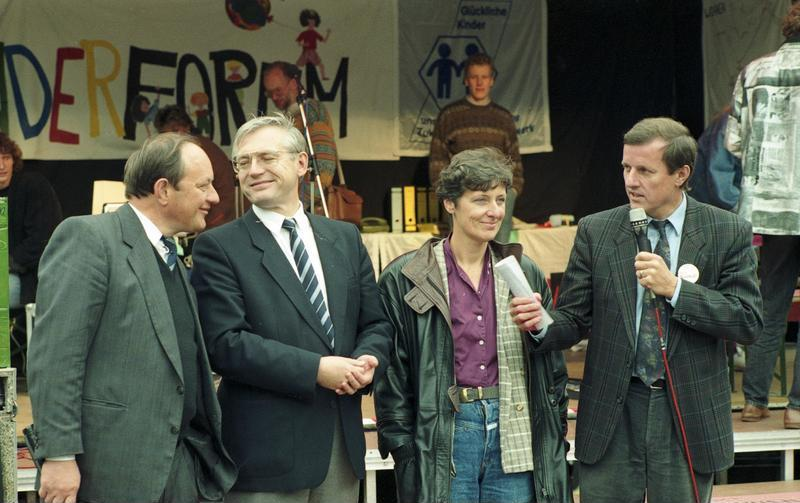
Wilhelm Schmidt (rechts) 1990

Wilhelm Schmidt (* 13. Mai 1944 in Barbecke bei Peine) ist ein deutscher Politiker (SPD). Schmidt war von 1978 bis 1986 Landtagsabgeordneter in Niedersachsen und von 1987 bis 2005 Mitglied des Deutschen Bundestages. 2004 bis 2021 war er ehrenamtlich Vorsitzender des AWO-Bundesverbandes, seither Ehrenvorsitzender; 2012 bis 2022 Mitglied und Stellv. Vorsitzender des ZDF-Fernsehrats.

## Leben
Schmidt besuchte von 1954 bis 1960 die Mittelschule in Wolfenbüttel. Im April 1960 begann er eine Ausbildung bei der Stadt Wolfenbüttel, von 1962–1965 war er Beamtenanwärter. Ab 1965 bis zu seiner Wahl in den Nds. Landtag 1978 arbeitete er als Beamter im gehobenen Dienst der Stadt Wolfenbüttel, zuletzt als Leiter der Personalabteilung und Ausbildungsleiter.
Schmidt wohnte seit 1968 in Thiede (Salzgitter). Seit 2021 lebt er in Buxtehude. Er ist verheiratet und hat zwei Kinder.

## Politisches Wirken
Seit 1962 ist Schmidt Mitglied der Gewerkschaft ÖTV (heute ver.di)- und seit 1964 Mitglied der SPD. Er gründete 1970 eine Bürgerinitiative („Aktion Grüne Lunge“) zur Rettung eines Waldgebiets. Er wurde  kommunalpolitisch aktiv, und zwar  1972 bis 1986 als Fraktionsvorsitzender und 2006 bis 2013 Ortsbürgermeister im Ortsrat von Salzgitter-Nordost.
Er war SPD-Vorsitzender von SZ-Thiede von 1976–1990 und von Salzgitter 1990–2000. Seit 2013 ist er Ehrenvorsitzender der SPD Salzgitter.
Am 21. Juni 1978 zog er in den niedersächsischen Landtag ein, dem er für zwei Wahlperioden bis zum 20. Juni 1986 angehörte. Während dieser beiden Legislaturperioden war er Vorsitzender des Landtagsausschusses für Jugend und Sport und Mitglied im Ausschuss für Wissenschaft und Kunst (Sprecher für Fachhochschulpolitik).
Nach seinem Ausscheiden aus dem Landtag wurde er 1987 erstmals in den Bundestag gewählt. Bis 2005 war er fünf Wahlperioden lang Mitglied des Deutschen Bundestages, er wurde stets direkt im Wahlkreis Salzgitter – Wolfenbüttel gewählt. Schmidt war 1988 für die SPD-Fraktion der erste Kinderbeauftragte in einem Parlament weltweit. Er setzte die Kinderkommission des Bundestages durch. 1990–1994 war er außerdem sportpolitischer Sprecher der SPD. Als Erster Parlamentarischer Geschäftsführer der SPD-Bundestagsfraktion und damit erster Stellvertreter der Fraktionsvorsitzenden Peter Struck bzw. Franz Müntefering und Verhandlungsführer der Regierungskoalition im Vermittlungsausschuss seit 1998, gehörte Schmidt zu den wichtigsten Politikern seiner Partei während der Kanzlerschaft von Gerhard Schröder und war darüber hinaus Kirchenbeauftragter der SPD-Fraktion. Zur Bundestagswahl 2005 trat er, dessen Erststimmen-Ergebnisse zu den besten bundesweit gehört hatten (1998: 58,9 %, 2002: 56,8 %), nicht mehr an und ebnete durch den Verzicht auf sein Direktmandat Sigmar Gabriel den Weg in die Bundespolitik.
Er war Mitglied der Regierungskommission für die Pflegereform 2007 bis 2010 sowie von 2012 bis 2015 Mitglied der Sachverständigenkommission des 7. Altenberichts der Bundesregierung.
Bei der Kommunalwahl im September 2006 hat Schmidt für den Rat der Stadt Salzgitter kandidiert. In diesen ist er dann auch gewählt worden. Allerdings gab Schmidt kurz nach der Wahl bekannt, dass er dieses Mandat aufgrund der Nichtwahl von Helmut Knebel zum Oberbürgermeister nicht annehme. Zeitgleich legte er sein Amt als Vorsitzender der Bürgerstiftung Salzgitter nieder. Er blieb jedoch Ortsbürgermeister.

## Ehrenamtliches Wirken in sozialen Organisationen
Schmidt ist seit 1973 Mitglied der AWO. In den AWO Bundesvorstand wurde er 1989 gewählt. Er war von 1992 bis 2004 stellvertretender Vorsitzender und von 2004 bis 2008 Vorsitzender des ehrenamtlichen Vorstands. Von 2008 bis 2021 war er Vorsitzender des AWO-Präsidiums. Seit 2021 ist er Ehrenvorsitzender der Arbeiterwohlfahrt. Zudem war er von 1990 bis 2016 Mitglied im Vorstand bzw. im Präsidium des AWO-Bezirksverbandes Braunschweig. Schmidt war auch Gründer und Vorsitzender der Trägervereine für eine Kinder-/Junior-Universität Salzgitter (AWO-Junioruniversität), für das Energie-Kompetenzzentrum Salzgitter und für die Freiwilligen-Agentur Jugend-Soziales-Sport Wolfenbüttel (alles 2002). Schmidt war Vorsitzender der Gesellschafterversammlung des AWO Psychiatriezentrums Königslutter der AWO Niedersachsen gGmbH.
Von 2012 bis 2022 hat Schmidt den AWO-Sitz im ZDF-Fernsehrat wahrgenommen und war dort von 2016 bis 2022 Erster Stellv. Vorsitzender.
Von 2006 bis 2014 war Schmidt Präsident des Deutschen Vereins für öffentliche und private Fürsorge, seitdem ist er dort Ehrenmitglied. Er war von 1989 bis 2000 Präsident des Deutschen Kinderhilfswerks.
Er ist Vorstand des Fördervereins Bürgerwald Thiede.

## Vereins- und Verbandsarbeit im Sport
Schmidt war aktiver Boxer (im BAC Wolfenbüttel) sowie Schwimmer und Wasserballspieler (im Wolfenbütteler Schwimmverein von 1921/WSV 21). Seit 1962 Jugendwart, Wasserballwart, Schriftführer, Pressewart des WSV 21, in der Zeit von 2004 bis 2012 Erster Vorsitzender, 2013–2017  Geschäftsführendes Vorstandsmitglied, seitdem Ehrenvorsitzender.
Von 1983 bis 1987 war er Vizepräsident und Sportchef des Deutschen Schwimm-Verbands.
- 1972 bis 1983 Vorsitzender des Schwimmbezirks Braunschweig
- 1976 bis 1982 Vizepräsident des Schwimmverbandes Niedersachsen
- 1983 bis 1987 Vizepräsident und Sportchef des Deutschen Schwimm-Verbandes (Delegationsleiter bei Europameisterschaften 1983 und 1985, Olympischen Spielen Los Angeles 1984 und Weltmeisterschaften Madrid 1986)
- 1993 bis 2004 Vorsitzender des Bezirkssportbundes Braunschweig.

1981 gründete Schmidt mit anderen die bundesweite Friedensinitiative „Sportler gegen Atomraketen – Sportler für den Frieden“.

## Auszeichnungen
- 2013: Willy-Brandt-Medaille der SPD
- 2004: Bundesverdienstkreuz (1. Klasse)[12]
- 1997: Bundesverdienstkreuz am Bande
- 1997: Kavalierskreuz der Republik Polen

## Stiftungen
- Friedrich-Ebert-Stiftung Bonn/Berlin: Mitglied seit 2004
- Initiator der „Wolfenbütteler Gespräche – Religionen in der Zivilgesellschaft“ in der Herzog-August-Bibliothek Wolfenbüttel (2002 bis 2014)
- Die Braunschweigische (Stiftung der Norddeutschen Landesbank und der Öffentlichen Versicherung Braunschweig): Gründungsmitglied 1995, seit 2010 Mitglied des Ständigen Beirats
- Wolfenbütteler Heimatstiftung: Vorstandsmitglied  1982 bis 2021 (Vorsitzender von 1984 bis 2009, seitdem Stellvertretender Vorsitzender), jetzt Ehrenmitglied
- Curt Mast Jägermeister Stiftung Wolfenbüttel: Mitglied des Stiftungsrats 2009 bis 2017
- Stiftung Braunschweiger Land Braunschweig: Kuratoriumsmitglied von 2001 bis 2012
- Marie-Juchacz-Stiftung des AWO-Bundesverbandes Berlin: Vorsitzender des Kuratoriums  2004 bis 2021
- Stiftung des Deutschen Vereins für öffentliche und private Fürsorge Berlin: Vorsitzender des Kuratoriums seit 2006
- Bürgerstiftung Salzgitter: Initiator/Gründer 2002, Vorsitzender des Kuratoriums von 2002 bis 2006
- Schmidt-Stiftung Jugend und Sport Wolfenbüttel/Salzgitter: Stiftungsgründung gemeinsam mit Bruder Armin Schmidt 2007, seither Vorsitzender des Vorstands